# William Monahan
William Monahan (Boston, 3 novembre 1960) è uno sceneggiatore, regista e romanziere statunitense.

## Biografia
Sceneggiatore e romanziere tra i più attivi degli ultimi anni, nel 2007 ha vinto l'Oscar alla migliore sceneggiatura non originale per il film The Departed - Il bene e il male, diretto da Martin Scorsese.
Prima di lavorare con Scorsese, Monahan ha scritto Le crociate - Kingdom of Heaven per Ridley Scott, e successivamente sempre per Scott Nessuna verità, film di spionaggio con Leonardo DiCaprio e Russell Crowe.
Nel 2010 ha esordito alla regia con il film London Boulevard.

## Filmografia

### Regista e Sceneggiatore
- London Boulevard (2010)
- Mojave (2015)

### Sceneggiatore
- Le crociate - Kingdom of Heaven, regia di Ridley Scott (2005)
- The Departed - Il bene e il male, regia di Martin Scorsese (2006)
- Nessuna verità, regia di Ridley Scott (2008)
- Fuori controllo, regia di Martin Campbell (2010)
- Sin City - Una donna per cui uccidere (Sin City: A Dame to Kill For), regia di Robert Rodríguez e Frank Miller (2014)
- The Gambler, regia di Rupert Wyatt (2014)
- Il bar delle grandi speranze (The Tender Bar), regia di George Clooney (2021)

## Riconoscimenti
- 2007 – Premio Oscar
  - Migliore sceneggiatura non originale per The Departed - Il bene e il male
- 2007 – Golden Globe
  - Candidatura Migliore sceneggiatura per The Departed - Il bene e il male